# Ліенн Бейкер
Ліенн Бейкер (англ. Leanne Baker; нар. 8 січня 1981) — колишня новозеландська тенісистка.
Найвищу одиночну позицію світового рейтингу — 260 місце досягла 26 лютого 2007, парну — 108 місце — 17 січня 2005 року.
Здобула 7 одиночних та 18 парних титулів туру ITF.
Завершила кар'єру 2008 року.

## Фінали турнірів WTA

### Парний розряд: 1 (0–1)
| Легенда            |
| ------------------ |
| Великий Шлем (0–0) |
| Tier I (0–0)       |
| Tier II (0–0)      |
| Tier III (0–0)     |
| Tier IV & V (0–1)  |

| Результат | Ранг | Дата         | Місце                      | Покриття | Партнерка         | Суперниці                        | Рахунок  |
| --------- | ---- | ------------ | -------------------------- | -------- | ----------------- | -------------------------------- | -------- |
| Поразка   | 1.   | 8 січня 2005 | ASB Classic, Нова Зеландія | Тверде   | Франческа Любіані | Асагое Сінобу Катарина Среботнік | 3–6, 3–6 |

## Фінали ITF
| турніри $100,000 |
| турніри $75,000  |
| турніри $50,000  |
| турніри $25,000  |
| турніри $10,000  |

### Одиночний розряд: 10 (7–3)
| Результат | Ранг | Дата            | Місце                        | Покриття | Суперниця            | Рахунок                 |
| --------- | ---- | --------------- | ---------------------------- | -------- | -------------------- | ----------------------- |
| Перемога  | 1.   | 2 травня 1999   | Коацакоалькос, Мексика       | Тверде   | Кандіс Джайрала      | 3–6, 6–3, 7–5           |
| Перемога  | 2.   | 11 липня 1999   | Філікстоу, Англія            | Трава    | Карен Нуджент        | 6–4, 6–4                |
| Поразка   | 1.   | 6 лютого 2000   | Веллінгтон, Нова Зеландія    | Тверде   | Мірейлл Діттманн     | 6–7(5–7), 6–1, 6–7(5–7) |
| Поразка   | 2.   | 28 травня 2000  | Ель-Пасо (Техас), США        | Тверде   | Ерін Бурдетт         | 1–6, 3–6                |
| Поразка   | 3.   | 14 вересня 2003 | Сполето, Італія              | Ґрунт    | Ленка Снайдрова      | 4–6, 3–6                |
| Перемога  | 3.   | 6 лютого 2005   | Веллінгтон, Нова Зеландія    | Тверде   | Мірейлл Діттманн     | 2–6, 6–1, 6–1           |
| Перемога  | 4.   | 28 серпня 2005  | Єзі, Італія                  | Тверде   | Ванеса Пінто         | 6–2, 7–6(8–6)           |
| Перемога  | 5.   | 5 лютого 2006   | Таупо (місто), Нова Зеландія | Тверде   | Нацумі Хамамура      | 6–1, 6–2                |
| Перемога  | 6.   | 12 лютого 2006  | Веллінгтон, Нова Зеландія    | Тверде   | Катержина Крамперова | 6–4, 1–6, 6–0           |
| Перемога  | 7.   | 20 квітня 2008  | Масатлан, Мексика            | Тверде   | Анна Лубінскі        | 6–2, 6–1                |

### Парний розряд: 38 (18–20)
| Результат | Ранг | Дата              | Місце                         | Покриття   | Партнерка             | Суперниці                             | Рахунок            |
| --------- | ---- | ----------------- | ----------------------------- | ---------- | --------------------- | ------------------------------------- | ------------------ |
| Перемога  | 1.   | 6 лютого 1999     | Веллінгтон, Нова Зеландія     | Тверде     | Рева Гадсон           | Гейл Біггс Шеллі Стефенс              | 6–1, 6–1           |
| Перемога  | 2.   | 11 липня 1999     | Філікстоу, Англія             | Трава      | Ніколь Сьюелл         | Вікторія Девіс Кейт Ворн-Голланд      | 6–1, 6–4           |
| Поразка   | 1.   | 17 вересня 1999   | Фрінтон, Англія               | Трава      | Ніколь Сьюелл         | Наталі Грандін Ніколь Ренкен          | 2–6, 6–3, 1–6      |
| Перемога  | 3.   | 28 травня 2000    | Ель-Пасо, США                 | Тверде     | Маніша Малхотра       | Кейсі Смеші Сенді Шуріфонґ            | 6–2, 7–6           |
| Поразка   | 2.   | 4 червня 2000     | Сан-Антоніо, США              | Тверде     | Маніша Малхотра       | Мелані Клейтон Емма Ґотт              | 6–3, 6–7(5–7), 5–7 |
| Поразка   | 3.   | 24 липня 2000     | Памплона, Іспанія             | Тверде     | Маріана Меса          | Іветте Бастінг Мія Буріч              | 2–6, 0–6           |
| Перемога  | 4.   | 4 березня 2001    | Бендіго, Австралія            | Тверде     | Шеллі Стефенс         | Деббі Гак Йоланда Менс                | 6–3, 6–2           |
| Поразка   | 4.   | 22 квітня 2001    | Хошимін, В'єтнам              | Тверде     | Шеллі Стефенс         | Маніша Малхотра Вірупама Вайдянатан   | 3–6, 5–7           |
| Перемога  | 5.   | 18 червня 2001    | Марсель, Франція              | Ґрунт      | Маніша Малхотра       | Каролін Денін Мая Палавершич          | 7–6(7–5), 6–2      |
| Перемога  | 6.   | 1 липня 2001      | Бостад, Швеція                | Тверде     | Маніша Малхотра       | Даніела Клеменшиц Сандра Клеменшиц    | 6–3, 6–1           |
| Поразка   | 5.   | 30 вересня 2001   | Ролі (Північна Кароліна), США | Ґрунт      | Трейсі О'Коннор       | Еллісон Бейкер Мелінда Цінк           | 4–6, 6–1, 4–6      |
| Поразка   | 6.   | 21 липня 2002     | Вальядолід, Іспанія           | Тверде     | Маніша Малхотра       | Олена Балтача Наташа Рандріантефі     | 2–6, 3–6           |
| Поразка   | 7.   | 30 березня 2003   | Атланта, США                  | Тверде     | Франческа Любіані     | Лі Тін Сунь Тяньтянь                  | 6–4, 4–6, 4–6      |
| Перемога  | 7.   | 18 травня 2003    | Казале-Монферрато, Італія     | Ґрунт      | Елке Клейстерс        | Йоланда Менс Штефані Вайс             | 6–1, 6–2           |
| Перемога  | 8.   | 1 червня 2003     | Кампобассо, Італія            | Ґрунт      | Катерина Кожокіна     | Ана Йованович Вишня Вулетич           | 6–1, 6–1           |
| Поразка   | 8.   | 13 липня 2003     | Філікстоу, Англія             | Трава      | Шантал Кумбс          | Карен Нуджент Ельса О'Ріань           | 6–7(7–9), 6–7(2–7) |
| Перемога  | 9.   | 7 вересня 2003    | Местре, Італія                | Ґрунт      | Франческа Любіані     | Монік Адамчак Шеллі Стефенс           | 6–2, 4–6, 6–2      |
| Перемога  | 10.  | 14 вересня 2003   | Сполето, Італія               | Ґрунт      | Шеллі Стефенс         | Кіка Гоґендорн Беттіна Піркер         | 6–3, 3–6, 7–5      |
| Поразка   | 9.   | 28 вересня 2003   | Глазго, Шотландія             | Тверде     | Франческа Любіані     | Кім Кілсдонк Ніколь Кріз              | 5–7, 2–6           |
| Поразка   | 10.  | 8 лютого 2004     | Рокфорд (Іллінойс), США       | Тверде (i) | Франческа Любіані     | Маріана Діас-Оліва Хісела Дулко       | 7–6(7–5), 3–6, 1–6 |
| Поразка   | 11.  | 22 лютого 2004    | Колумбус (Огайо), США         | Тверде (i) | Франческа Любіані     | Станіслава Грозенська Ленка Немечкова | 6–7(3–7), 6–4, 3–6 |
| Перемога  | 11.  | 28 лютого 2004    | Сент-Пол (Міннесота), США     | Тверде (i) | Франческа Любіані     | Джессіка Ленгофф Труді Мусгрейв       | 6–7(3–7), 2–3 ret. |
| Перемога  | 12.  | 6 червня 2004     | Сербітон, Англія              | Трава      | Ніколь Сьюелл         | Суріна Де Беер Карен Нуджент          | 2–6, 7–5, 7–6(8–6) |
| Перемога  | 13.  | 5 жовтня 2004     | Глазго, Шотландія             | Тверде (i) | Франческа Любіані     | Клер Каррен Іпек Шенолу               | 6–3, 5–7, 6–4      |
| Поразка   | 12.  | 20 березня 2005   | Оріндж (Каліфорнія), США      | Тверде     | Франческа Любіані     | Карлі Галліксон Дженніфер Гопкінс     | 3–6, 4–6           |
| Поразка   | 13.  | 27 березня 2005   | Реддінг (Каліфорнія), США     | Тверде     | Франческа Любіані     | Юлія Бейгельзимер Стефані Дюбуа       | 4–6, 7–6(7–1), 3–6 |
| Перемога  | 14.  | 9 липня 2005      | Філікстоу, Англія             | Трава      | Франческа Любіані     | Ярміла Вулф Алла Кудрявцева           | 6–1, 4–6, 3–2 ret. |
| Поразка   | 14.  | 21 серпня 2005    | Єзі, Італія                   | Тверде     | Франческа Любіані     | Сільвія Дісдері Джулія Габба          | 2–6, 6–2, 4–6      |
| Перемога  | 15.  | 28 серпня 2005    | Трекастаньї, Італія           | Тверде     | Франческа Любіані     | Регіна Куликова Марина Шамайко        | 6–2, 4–6, 6–3      |
| Поразка   | 15.  | 5 лютого 2006     | Таупо (місто), Нова Зеландія  | Тверде     | Francescz Lubiani     | Лорен Барніков Крістіна Фусано        | 4–6, 4–6           |
| Поразка   | 16.  | 12 лютого 2006    | Веллінгтон, Нова Зеландія     | Тверде     | Еллен Баррі           | Пола Марама Кайрангі Вано             | 3–6, 1–6           |
| Поразка   | 17.  | 17 березня 2006   | Канберра, Австралія           | Ґрунт      | Ніколь Кріз           | Монік Адамчак Крістіна Горіатопулос   | 6–7(4–7), 1–6      |
| Поразка   | 18.  | 14 травня 2006    | Фукуока, Японія               | Трава      | Крістіна Горіатопулос | Латіша Чжань Чжуан Цзяжун             | 1–6, 2–6           |
| Перемога  | 16.  | 8 жовтня 2006     | Трой (Алабама), США           | Тверде     | Ніколь Кріз           | Шанелль Схеперс Нега Уберой           | 6–7(1–7), 7–6, 6–3 |
| Перемога  | 17.  | 29 жовтня 2006    | Огаста, США                   | Тверде     | Ніколь Кріз           | Шанелль Схеперс Нега Уберой           | 7–6(7–3), 6–1      |
| Перемога  | 18.  | 19 листопада 2006 | Лоренсвілл (Джорджія), США    | Тверде     | Джулія Дітті          | Крістіна Фусано Алік Цубанос          | 7–6(7–5), 6–4      |
| Поразка   | 19.  | 4 травня 2007     | Катанія, Італія               | Ґрунт      | Ніколь Кріз           | Деббріх Фейс Дар'я Кустова            | 4–6, 4–6           |
| Поразка   | 20.  | 21 жовтня 2007    | Лоренсвілл, США               | Тверде     | Джулія Дітті          | Стефані Дюбуа Аліса Клейбанова        | 2–6, 0–6           |